# Daniel Milicevic
Daniel Dusan Milicevic, född 16 november 1976, är en svensk före detta fotbollsspelare (anfallare). Han spelade elva matcher i Superettan 2001 med Gais. På Gais webbplats beskrivs han som "en hyfsad anfallspelare, men bristande självförtroende gjorde att det låste sej i avgörande lägen".

## Klubbar som spelare
Enligt BK Skottfints webbplats:
- Tidaholms GoIF (–1998)
- Holmalunds IF (1999)
- Tidaholms GoIF (2000)
- Gais (2001–2002)
- Skärhamns IK (2003–2004)
- SG-97 (2005–2010)
- BK Skottfint (2011–2013)